# Nyagitazi
Nyagitazi är ett vattendrag i Burundi.   Det ligger i provinsen Bubanza, i den nordvästra delen av landet, 30 km norr om huvudstaden Bujumbura.
I omgivningarna runt Nyagitazi växer i huvudsak städsegrön lövskog. Runt Nyagitazi är det tätbefolkat, med 286 invånare per kvadratkilometer.